# Bernal Jiménez Monge
Bernal Jiménez Monge (San José, 8 de enero de 1930-Ib., 20 de marzo de 2021) fue un economista y político costarricense. Expresidente del Partido Liberación Nacional, Jiménez ejerció diversos cargos como ministro, diputado y presidente de la Asamblea Legislativa, y miembro de juntas directivas de instituciones autónomas.

## Biografía
Nació en San José, 8 de enero de 1930. Se licenció en Economía y Administración de Empresas en la Universidad de Costa Rica. Tuvo estudios de postgrado en la Universidad de Chile y un postgrado en Problemas de Desarrollo Económico 1 de la Comisión Económica para América Latina y el Caribe.
Fue integrante de la Junta Directiva del Banco Central de Costa Rica entre 1957 y 1960 bajo el gobierno de José María Figueres Ferrer. Ejerció posteriormente como ministro de Planificación, entre 1962 y 1963 durante la administración de Francisco Orlich Bolmarcich, para luego ejercer como ministro de Economía y Hacienda y ministro de Industrias. Presidió la Junta Directiva del Banco Central de Costa Rica en la segunda presidencia de Figueres Ferrer y continuó en el cargo bajo la administración de Daniel Oduber Quirós.
Perteneció al directorio político del PLN por más de doce años. Fue diputado por la provincia de San José en dos ocasiones: 1982-1986 y 2002-2006, jefe de fracción en los períodos 1982-83 y 2002-2003, y presidente de la Asamblea Legislativa de 1984 a 1985. Además, fungió como embajador. 
Ejerció como profesor universitario en las universidades de Costa Rica y de Chile.

## Fallecimiento
Falleció el 20 de marzo de 2021 a los 91 años de edad mientras se encontraba internado en el hospital Clínica Bíblica, en San José.